# Акош Кальмар
Акош Кальмар (угор. Ákos Kalmár; нар. 11 січня 2000) — угорський плавець.
Учасник Олімпійських Ігор 2020 року.
Чемпіон світу з плавання серед юніорів 2017 року.